# Finlandia Trophy 2023
Finlandia Trophy 2023 – piąte zawody łyżwiarstwa figurowego z cyklu Challenger Series 2023/2024. Zawody rozgrywano od 6 do 8 października 2023 roku w hali Espoo Metro Areena w Espoo.
W konkurencji solistów triumfował Japończyk Kao Miura, zaś w konkurencji solistek Koreanka Kim Ye-lim. W parach sportowych zwyciężyli Amerykanie Ellie Kam i Danny O’Shea, zaś w parach tanecznych Finowie Juulia Turkkila i Matthias Versluis.

## Rekordy świata
| Rekordy świata (GOE±5) na moment rozpoczęcia zawodów (stan na 6 października 2023): | Rekordy świata (GOE±5) na moment rozpoczęcia zawodów (stan na 6 października 2023): | Rekordy świata (GOE±5) na moment rozpoczęcia zawodów (stan na 6 października 2023): | Rekordy świata (GOE±5) na moment rozpoczęcia zawodów (stan na 6 października 2023): | Rekordy świata (GOE±5) na moment rozpoczęcia zawodów (stan na 6 października 2023): | Rekordy świata (GOE±5) na moment rozpoczęcia zawodów (stan na 6 października 2023): |
| Konkurencja                                                                         | Segment                                                                             | Zawodnicy                                                                           | Punkty                                                                              | Zawody                                                                              | Data                                                                                |
| ----------------------------------------------------------------------------------- | ----------------------------------------------------------------------------------- | ----------------------------------------------------------------------------------- | ----------------------------------------------------------------------------------- | ----------------------------------------------------------------------------------- | ----------------------------------------------------------------------------------- |
| Soliści                                                                             | Nota łączna                                                                         | Nathan Chen                                                                         | 335,30                                                                              | Finał Grand Prix 2019                                                               | 7 grudnia 2019                                                                      |
| Soliści                                                                             | Program dowolny                                                                     | Nathan Chen                                                                         | 224,92                                                                              | Finał Grand Prix 2019                                                               | 7 grudnia 2019                                                                      |
| Soliści                                                                             | Program krótki                                                                      | Nathan Chen                                                                         | 113,97                                                                              | Zimowe igrzyska olimpijskie 2022                                                    | 10 lutego 2020                                                                      |
| Solistki                                                                            | Nota łączna                                                                         | Kamiła Walijewa                                                                     | 272,71                                                                              | Rostelecom Cup 2021                                                                 | 27 listopada 2021                                                                   |
| Solistki                                                                            | Program dowolny                                                                     | Kamiła Walijewa                                                                     | 185,29                                                                              | Rostelecom Cup 2021                                                                 | 27 listopada 2021                                                                   |
| Solistki                                                                            | Program krótki                                                                      | Kamiła Walijewa                                                                     | 90,45                                                                               | Mistrzostwa Europy 2022                                                             | 13 stycznia 2022                                                                    |
| Pary sportowe                                                                       | Nota łączna                                                                         | Sui Wenjing / Han Cong                                                              | 239,88                                                                              | Zimowe igrzyska olimpijskie 2022                                                    | 19 lutego 2022                                                                      |
| Pary sportowe                                                                       | Program dowolny                                                                     | Anastasija Miszyna / Aleksandr Gallamow                                             | 157,46                                                                              | Mistrzostwa Europy 2022                                                             | 13 stycznia 2022                                                                    |
| Pary sportowe                                                                       | Program krótki                                                                      | Sui Wenjing / Han Cong                                                              | 84,41                                                                               | Zimowe igrzyska olimpijskie 2022                                                    | 18 lutego 2022                                                                      |
| Pary taneczne                                                                       | Nota łączna                                                                         | Madison Chock / Evan Bates                                                          | 232,32                                                                              | World Team Trophy 2023                                                              | 14 kwietnia 2023                                                                    |
| Pary taneczne                                                                       | Taniec dowolny                                                                      | Madison Chock / Evan Bates                                                          | 138,41                                                                              | World Team Trophy 2023                                                              | 14 kwietnia 2023                                                                    |
| Pary taneczne                                                                       | Taniec rytmiczny                                                                    | Madison Chock / Evan Bates                                                          | 93,91                                                                               | World Team Trophy 2023                                                              | 13 kwietnia 2023                                                                    |

## Wyniki

### Soliści
| Poz. | Zawodnik            | Nota łączna | SP | SP    | FS  | FS     |
| ---- | ------------------- | ----------- | -- | ----- | --- | ------ |
| 1    | Kao Miura           | 267,81      | 1  | 90,95 | 1   | 176,86 |
| 2    | Shun Satō           | 261,23      | 2  | 87,47 | 2   | 173,76 |
| 3    | Aleksandr Selevko   | 238,25      | 4  | 79,51 | 3   | 158,74 |
| 4    | Lukas Britschgi     | 229,37      | 6  | 74,02 | 4   | 155,35 |
| 5    | Michaił Selevko     | 223,95      | 5  | 78,54 | 5   | 145,41 |
| 6    | Nikolaj Memola      | 222,98      | 3  | 82,03 | 8   | 140,95 |
| 7    | Cha Young-hyun      | 211,15      | 9  | 68,77 | 6   | 142,38 |
| 8    | Arlet Levandi       | 210,41      | 8  | 70,22 | 9   | 140,19 |
| 9    | Nikita Starostin    | 205,37      | 15 | 64,40 | 7   | 140,97 |
| 10   | Makar Suncew        | 200,55      | 11 | 67,96 | 10  | 132,59 |
| 11   | Andreas Nordebäck   | 190,47      | 13 | 67,42 | 11  | 123,05 |
| 12   | Gabriel Blumenthal  | 186,49      | 7  | 72,28 | 12  | 114,21 |
| 13   | Liam Kapeikis       | 181,03      | 14 | 67,27 | 13  | 113,76 |
| 14   | Davide Lewton Brain | 171,03      | 17 | 60,54 | 14  | 110,49 |
| 15   | Kyryło Marsak       | 165,75      | 12 | 67,90 | 16  | 97,85  |
| 16   | Denis Gurdzhi       | 151,89      | 18 | 55,67 | 17  | 96,22  |
| 17   | Arttu Juusola       | 151,69      | 16 | 62,21 | 18  | 89,48  |
| 18   | Iker Oyarzabal      | 146,15      | 19 | 43,97 | 15  | 102,18 |
| WD   | Georgii Reshtenko   | DNF         | 10 | 68,49 | DNS | DNS    |

### Solistki
| Poz. | Zawodniczka         | Nota łączna | SP | SP    | FS  | FS     |
| ---- | ------------------- | ----------- | -- | ----- | --- | ------ |
| 1    | Kim Ye-lim          | 187,91      | 1  | 70,20 | 3   | 117,71 |
| 2    | Rinka Watanabe      | 180,36      | 3  | 62,73 | 4   | 117,63 |
| 3    | Anastasija Gubanowa | 179,61      | 4  | 60,62 | 2   | 118,99 |
| 4    | Nella Pelkonen      | 179,31      | 7  | 58,78 | 1   | 120,53 |
| 5    | Ava Marie Ziegler   | 173,60      | 2  | 65,07 | 6   | 108,53 |
| 6    | Anna Pezzetta       | 163,32      | 5  | 60,18 | 8   | 103,14 |
| 7    | Emmi Peltonen       | 162,02      | 11 | 53,39 | 5   | 108,63 |
| 8    | Janna Jyrkinen      | 159,85      | 10 | 47,58 | 7   | 106,41 |
| 9    | Josefin Taljegård   | 155,19      | 8  | 56,88 | 10  | 98,31  |
| 10   | Ting Tzu-Han        | 152,25      | 12 | 52,16 | 9   | 100,09 |
| 11   | Fiona Bombardier    | 145,70      | 9  | 53,85 | 14  | 91,85  |
| 12   | Nataly Langerbaur   | 145,48      | 13 | 50,69 | 12  | 94,79  |
| 13   | Wi Seo-yeong        | 145,43      | 15 | 47,42 | 11  | 98,01  |
| 14   | Alexia Paganini     | 143,44      | 6  | 59,60 | 17  | 83,84  |
| 15   | Kristina Lisovskaja | 136,87      | 14 | 47,58 | 15  | 89,29  |
| 16   | Mia Risa Gomez      | 136,83      | 17 | 43,48 | 13  | 93,35  |
| 17   | Angelina Kučvaļska  | 130,75      | 16 | 44,49 | 16  | 86,26  |
| 18   | Antonina Dubinina   | 111,84      | 18 | 40,09 | 18  | 71,75  |
| WD   | Oona Ounasvuori     | DNF         | 19 | 39,15 | DNS | DNS    |

### Pary sportowe
| Poz. | Zawodnicy                             | Nota łączna | SP | SP    | FS | FS     |
| ---- | ------------------------------------- | ----------- | -- | ----- | -- | ------ |
| 1    | Ellie Kam / Danny O’Shea              | 182,07      | 1  | 63,03 | 1  | 119,04 |
| 2    | Rebecca Ghilardi / Filippo Ambrosini  | 177,03      | 2  | 61,75 | 2  | 115,28 |
| 3    | Marija Pawłowa / Aleksiej Swiatczenko | 169,39      | 3  | 61,66 | 4  | 107,73 |
| 4    | Milania Väänänen / Filippo Clerici    | 164,07      | 6  | 52,80 | 3  | 111,27 |
| 5    | Camille Kowalewa / Pawieł Kowalew     | 158,14      | 5  | 55,83 | 5  | 102,31 |
| 6    | Brooke McIntosh / Benjamin Mimar      | 157,50      | 4  | 58,73 | 6  | 98,77  |
| 7    | Océane Piegad / Denys Strekalin       | 148,87      | 7  | 51,97 | 7  | 96,90  |
| 8    | Irma Caldara / Riccardo Maglio        | 136,79      | 9  | 48,14 | 8  | 88,65  |
| 9    | Barbora Kuciánová / Martin Bidař      | 132,90      | 8  | 48,93 | 9  | 83,97  |
| 10   | Letizia Roscher / Luis Schuster       | 126,08      | 10 | 46,49 | 10 | 79,59  |

### Pary taneczne
| Poz. | Zawodnicy                                    | Nota łączna | RD | RD    | FD | FD     |
| ---- | -------------------------------------------- | ----------- | -- | ----- | -- | ------ |
| 1    | Juulia Turkkila / Matthias Versluis          | 193,73      | 1  | 75,76 | 2  | 117,97 |
| 2    | Christina Carreira / Anthony Ponomarenko     | 191,14      | 2  | 74,15 | 3  | 116,99 |
| 3    | Laurence Fournier Beaudry / Nikolaj Sørensen | 188,56      | 7  | 67,67 | 1  | 120,89 |
| 4    | Olivia Smart / Tim Dieck                     | 178,47      | 3  | 72,56 | 6  | 105,91 |
| 5    | Marie Dupayage / Thomas Nabais               | 174,80      | 4  | 70,90 | 7  | 103,90 |
| 6    | Yuka Orihara / Juho Pirinen                  | 174,73      | 6  | 67,93 | 4  | 106,80 |
| 7    | Oona Brown / Gage Brown                      | 174,47      | 5  | 67,98 | 5  | 106,49 |
| 8    | Lily Hensen / Nathan Lickers                 | 157,48      | 8  | 61,09 | 8  | 96,39  |
| 9    | Ołeksandra Borysowa / Aaron Freeman          | 109,29      | 9  | 40,77 | 9  | 68,52  |